# Bosnisch handbalteam (vrouwen)
Het Bosnisch handbalteam is het nationale team van Bosnië en Herzegovina voor vrouwen. Het team vertegenwoordigt de Rukometni Savez Bosne I Hercegovine.

## Resultaten

### Olympische Spelen
| Olympische Spelen | Olympische Spelen                                                  | Olympische Spelen                                                  | Olympische Spelen                                                  | Olympische Spelen                                                  | Olympische Spelen                                                  | Olympische Spelen                                                  | Olympische Spelen                                                  | Olympische Spelen                                                  |
| Jaar (teams)      | Resultaat                                                          | Wed                                                                | W                                                                  | G                                                                  | V                                                                  | DV                                                                 | DT                                                                 | DS                                                                 |
| ----------------- | ------------------------------------------------------------------ | ------------------------------------------------------------------ | ------------------------------------------------------------------ | ------------------------------------------------------------------ | ------------------------------------------------------------------ | ------------------------------------------------------------------ | ------------------------------------------------------------------ | ------------------------------------------------------------------ |
| 1976 (6)          | Onderdeel van Joegoslavië (niet gekwalificeerd)                    | Onderdeel van Joegoslavië (niet gekwalificeerd)                    | Onderdeel van Joegoslavië (niet gekwalificeerd)                    | Onderdeel van Joegoslavië (niet gekwalificeerd)                    | Onderdeel van Joegoslavië (niet gekwalificeerd)                    | Onderdeel van Joegoslavië (niet gekwalificeerd)                    | Onderdeel van Joegoslavië (niet gekwalificeerd)                    | Onderdeel van Joegoslavië (niet gekwalificeerd)                    |
| 1980 (6)          | Onderdeel van Joegoslavië (gekwalificeerd)                         | Onderdeel van Joegoslavië (gekwalificeerd)                         | Onderdeel van Joegoslavië (gekwalificeerd)                         | Onderdeel van Joegoslavië (gekwalificeerd)                         | Onderdeel van Joegoslavië (gekwalificeerd)                         | Onderdeel van Joegoslavië (gekwalificeerd)                         | Onderdeel van Joegoslavië (gekwalificeerd)                         | Onderdeel van Joegoslavië (gekwalificeerd)                         |
| 1984 (6)          | Onderdeel van Joegoslavië (gekwalificeerd)                         | Onderdeel van Joegoslavië (gekwalificeerd)                         | Onderdeel van Joegoslavië (gekwalificeerd)                         | Onderdeel van Joegoslavië (gekwalificeerd)                         | Onderdeel van Joegoslavië (gekwalificeerd)                         | Onderdeel van Joegoslavië (gekwalificeerd)                         | Onderdeel van Joegoslavië (gekwalificeerd)                         | Onderdeel van Joegoslavië (gekwalificeerd)                         |
| 1988 (8)          | Onderdeel van Joegoslavië (gekwalificeerd)                         | Onderdeel van Joegoslavië (gekwalificeerd)                         | Onderdeel van Joegoslavië (gekwalificeerd)                         | Onderdeel van Joegoslavië (gekwalificeerd)                         | Onderdeel van Joegoslavië (gekwalificeerd)                         | Onderdeel van Joegoslavië (gekwalificeerd)                         | Onderdeel van Joegoslavië (gekwalificeerd)                         | Onderdeel van Joegoslavië (gekwalificeerd)                         |
| 1992 (8)          | Onderdeel van Joegoslavië (gekwalificeerd, maar later uitgesloten) | Onderdeel van Joegoslavië (gekwalificeerd, maar later uitgesloten) | Onderdeel van Joegoslavië (gekwalificeerd, maar later uitgesloten) | Onderdeel van Joegoslavië (gekwalificeerd, maar later uitgesloten) | Onderdeel van Joegoslavië (gekwalificeerd, maar later uitgesloten) | Onderdeel van Joegoslavië (gekwalificeerd, maar later uitgesloten) | Onderdeel van Joegoslavië (gekwalificeerd, maar later uitgesloten) | Onderdeel van Joegoslavië (gekwalificeerd, maar later uitgesloten) |
| 1996 (8)          | Uitgesloten van deelname aan de kwalificatie                       | Uitgesloten van deelname aan de kwalificatie                       | Uitgesloten van deelname aan de kwalificatie                       | Uitgesloten van deelname aan de kwalificatie                       | Uitgesloten van deelname aan de kwalificatie                       | Uitgesloten van deelname aan de kwalificatie                       | Uitgesloten van deelname aan de kwalificatie                       | Uitgesloten van deelname aan de kwalificatie                       |
| 2000 (10)         | Niet deelgenomen aan kwalificatie                                  | Niet deelgenomen aan kwalificatie                                  | Niet deelgenomen aan kwalificatie                                  | Niet deelgenomen aan kwalificatie                                  | Niet deelgenomen aan kwalificatie                                  | Niet deelgenomen aan kwalificatie                                  | Niet deelgenomen aan kwalificatie                                  | Niet deelgenomen aan kwalificatie                                  |
| 2004 (10)         | Niet gekwalificeerd                                                | Niet gekwalificeerd                                                | Niet gekwalificeerd                                                | Niet gekwalificeerd                                                | Niet gekwalificeerd                                                | Niet gekwalificeerd                                                | Niet gekwalificeerd                                                | Niet gekwalificeerd                                                |
| 2008 (12)         | Niet deelgenomen aan kwalificatie                                  | Niet deelgenomen aan kwalificatie                                  | Niet deelgenomen aan kwalificatie                                  | Niet deelgenomen aan kwalificatie                                  | Niet deelgenomen aan kwalificatie                                  | Niet deelgenomen aan kwalificatie                                  | Niet deelgenomen aan kwalificatie                                  | Niet deelgenomen aan kwalificatie                                  |
| 2012 (12)         | Niet deelgenomen aan kwalificatie                                  | Niet deelgenomen aan kwalificatie                                  | Niet deelgenomen aan kwalificatie                                  | Niet deelgenomen aan kwalificatie                                  | Niet deelgenomen aan kwalificatie                                  | Niet deelgenomen aan kwalificatie                                  | Niet deelgenomen aan kwalificatie                                  | Niet deelgenomen aan kwalificatie                                  |
| 2016 (12)         | Niet deelgenomen aan kwalificatie                                  | Niet deelgenomen aan kwalificatie                                  | Niet deelgenomen aan kwalificatie                                  | Niet deelgenomen aan kwalificatie                                  | Niet deelgenomen aan kwalificatie                                  | Niet deelgenomen aan kwalificatie                                  | Niet deelgenomen aan kwalificatie                                  | Niet deelgenomen aan kwalificatie                                  |
| 2020 (12)         | Niet deelgenomen aan kwalificatie                                  | Niet deelgenomen aan kwalificatie                                  | Niet deelgenomen aan kwalificatie                                  | Niet deelgenomen aan kwalificatie                                  | Niet deelgenomen aan kwalificatie                                  | Niet deelgenomen aan kwalificatie                                  | Niet deelgenomen aan kwalificatie                                  | Niet deelgenomen aan kwalificatie                                  |
| Totaal            | 0/7                                                                | 0                                                                  | 0                                                                  | 0                                                                  | 0                                                                  | 0                                                                  | 0                                                                  | 0                                                                  |

 Kampioenen   Runners-up   Derde plaats   Vierde plaats

### Wereldkampioenschap
| Wereldkampioenschap | Wereldkampioenschap                                    | Wereldkampioenschap                                    | Wereldkampioenschap                                    | Wereldkampioenschap                                    | Wereldkampioenschap                                    | Wereldkampioenschap                                    | Wereldkampioenschap                                    | Wereldkampioenschap                                    |
| Jaar                | Resultaat                                              | Wed                                                    | W                                                      | G                                                      | V                                                      | DV                                                     | DT                                                     | DS                                                     |
| ------------------- | ------------------------------------------------------ | ------------------------------------------------------ | ------------------------------------------------------ | ------------------------------------------------------ | ------------------------------------------------------ | ------------------------------------------------------ | ------------------------------------------------------ | ------------------------------------------------------ |
| 1957                | Gekwalificeerd als Joegoslavië                         | Gekwalificeerd als Joegoslavië                         | Gekwalificeerd als Joegoslavië                         | Gekwalificeerd als Joegoslavië                         | Gekwalificeerd als Joegoslavië                         | Gekwalificeerd als Joegoslavië                         | Gekwalificeerd als Joegoslavië                         | Gekwalificeerd als Joegoslavië                         |
| 1962                | Gekwalificeerd als Joegoslavië                         | Gekwalificeerd als Joegoslavië                         | Gekwalificeerd als Joegoslavië                         | Gekwalificeerd als Joegoslavië                         | Gekwalificeerd als Joegoslavië                         | Gekwalificeerd als Joegoslavië                         | Gekwalificeerd als Joegoslavië                         | Gekwalificeerd als Joegoslavië                         |
| 1965                | Gekwalificeerd als Joegoslavië                         | Gekwalificeerd als Joegoslavië                         | Gekwalificeerd als Joegoslavië                         | Gekwalificeerd als Joegoslavië                         | Gekwalificeerd als Joegoslavië                         | Gekwalificeerd als Joegoslavië                         | Gekwalificeerd als Joegoslavië                         | Gekwalificeerd als Joegoslavië                         |
| 1971                | Gekwalificeerd als Joegoslavië                         | Gekwalificeerd als Joegoslavië                         | Gekwalificeerd als Joegoslavië                         | Gekwalificeerd als Joegoslavië                         | Gekwalificeerd als Joegoslavië                         | Gekwalificeerd als Joegoslavië                         | Gekwalificeerd als Joegoslavië                         | Gekwalificeerd als Joegoslavië                         |
| 1973                | Gekwalificeerd als Joegoslavië                         | Gekwalificeerd als Joegoslavië                         | Gekwalificeerd als Joegoslavië                         | Gekwalificeerd als Joegoslavië                         | Gekwalificeerd als Joegoslavië                         | Gekwalificeerd als Joegoslavië                         | Gekwalificeerd als Joegoslavië                         | Gekwalificeerd als Joegoslavië                         |
| 1975                | Gekwalificeerd als Joegoslavië                         | Gekwalificeerd als Joegoslavië                         | Gekwalificeerd als Joegoslavië                         | Gekwalificeerd als Joegoslavië                         | Gekwalificeerd als Joegoslavië                         | Gekwalificeerd als Joegoslavië                         | Gekwalificeerd als Joegoslavië                         | Gekwalificeerd als Joegoslavië                         |
| 1978                | Gekwalificeerd als Joegoslavië                         | Gekwalificeerd als Joegoslavië                         | Gekwalificeerd als Joegoslavië                         | Gekwalificeerd als Joegoslavië                         | Gekwalificeerd als Joegoslavië                         | Gekwalificeerd als Joegoslavië                         | Gekwalificeerd als Joegoslavië                         | Gekwalificeerd als Joegoslavië                         |
| 1982                | Gekwalificeerd als Joegoslavië                         | Gekwalificeerd als Joegoslavië                         | Gekwalificeerd als Joegoslavië                         | Gekwalificeerd als Joegoslavië                         | Gekwalificeerd als Joegoslavië                         | Gekwalificeerd als Joegoslavië                         | Gekwalificeerd als Joegoslavië                         | Gekwalificeerd als Joegoslavië                         |
| 1986                | Gekwalificeerd als Joegoslavië                         | Gekwalificeerd als Joegoslavië                         | Gekwalificeerd als Joegoslavië                         | Gekwalificeerd als Joegoslavië                         | Gekwalificeerd als Joegoslavië                         | Gekwalificeerd als Joegoslavië                         | Gekwalificeerd als Joegoslavië                         | Gekwalificeerd als Joegoslavië                         |
| 1990                | Gekwalificeerd als Joegoslavië                         | Gekwalificeerd als Joegoslavië                         | Gekwalificeerd als Joegoslavië                         | Gekwalificeerd als Joegoslavië                         | Gekwalificeerd als Joegoslavië                         | Gekwalificeerd als Joegoslavië                         | Gekwalificeerd als Joegoslavië                         | Gekwalificeerd als Joegoslavië                         |
| 1993                | Gekwalificeerd als Joegoslavië, maar later uitgesloten | Gekwalificeerd als Joegoslavië, maar later uitgesloten | Gekwalificeerd als Joegoslavië, maar later uitgesloten | Gekwalificeerd als Joegoslavië, maar later uitgesloten | Gekwalificeerd als Joegoslavië, maar later uitgesloten | Gekwalificeerd als Joegoslavië, maar later uitgesloten | Gekwalificeerd als Joegoslavië, maar later uitgesloten | Gekwalificeerd als Joegoslavië, maar later uitgesloten |
| 1995                | Uitgesloten van deelname aan de kwalificatie           | Uitgesloten van deelname aan de kwalificatie           | Uitgesloten van deelname aan de kwalificatie           | Uitgesloten van deelname aan de kwalificatie           | Uitgesloten van deelname aan de kwalificatie           | Uitgesloten van deelname aan de kwalificatie           | Uitgesloten van deelname aan de kwalificatie           | Uitgesloten van deelname aan de kwalificatie           |
| 1997                | Niet deelgenomen aan kwalificatie                      | Niet deelgenomen aan kwalificatie                      | Niet deelgenomen aan kwalificatie                      | Niet deelgenomen aan kwalificatie                      | Niet deelgenomen aan kwalificatie                      | Niet deelgenomen aan kwalificatie                      | Niet deelgenomen aan kwalificatie                      | Niet deelgenomen aan kwalificatie                      |
| 1999                | Niet deelgenomen aan kwalificatie                      | Niet deelgenomen aan kwalificatie                      | Niet deelgenomen aan kwalificatie                      | Niet deelgenomen aan kwalificatie                      | Niet deelgenomen aan kwalificatie                      | Niet deelgenomen aan kwalificatie                      | Niet deelgenomen aan kwalificatie                      | Niet deelgenomen aan kwalificatie                      |
| 2001                | Niet deelgenomen aan kwalificatie                      | Niet deelgenomen aan kwalificatie                      | Niet deelgenomen aan kwalificatie                      | Niet deelgenomen aan kwalificatie                      | Niet deelgenomen aan kwalificatie                      | Niet deelgenomen aan kwalificatie                      | Niet deelgenomen aan kwalificatie                      | Niet deelgenomen aan kwalificatie                      |
| 2003                | Niet deelgenomen aan kwalificatie                      | Niet deelgenomen aan kwalificatie                      | Niet deelgenomen aan kwalificatie                      | Niet deelgenomen aan kwalificatie                      | Niet deelgenomen aan kwalificatie                      | Niet deelgenomen aan kwalificatie                      | Niet deelgenomen aan kwalificatie                      | Niet deelgenomen aan kwalificatie                      |
| 2005                | Niet deelgenomen aan kwalificatie                      | Niet deelgenomen aan kwalificatie                      | Niet deelgenomen aan kwalificatie                      | Niet deelgenomen aan kwalificatie                      | Niet deelgenomen aan kwalificatie                      | Niet deelgenomen aan kwalificatie                      | Niet deelgenomen aan kwalificatie                      | Niet deelgenomen aan kwalificatie                      |
| 2007                | Niet deelgenomen aan kwalificatie                      | Niet deelgenomen aan kwalificatie                      | Niet deelgenomen aan kwalificatie                      | Niet deelgenomen aan kwalificatie                      | Niet deelgenomen aan kwalificatie                      | Niet deelgenomen aan kwalificatie                      | Niet deelgenomen aan kwalificatie                      | Niet deelgenomen aan kwalificatie                      |
| 2009                | Niet deelgenomen aan kwalificatie                      | Niet deelgenomen aan kwalificatie                      | Niet deelgenomen aan kwalificatie                      | Niet deelgenomen aan kwalificatie                      | Niet deelgenomen aan kwalificatie                      | Niet deelgenomen aan kwalificatie                      | Niet deelgenomen aan kwalificatie                      | Niet deelgenomen aan kwalificatie                      |
| 2011                | Niet deelgenomen aan kwalificatie                      | Niet deelgenomen aan kwalificatie                      | Niet deelgenomen aan kwalificatie                      | Niet deelgenomen aan kwalificatie                      | Niet deelgenomen aan kwalificatie                      | Niet deelgenomen aan kwalificatie                      | Niet deelgenomen aan kwalificatie                      | Niet deelgenomen aan kwalificatie                      |
| 2013                | Niet deelgenomen aan kwalificatie                      | Niet deelgenomen aan kwalificatie                      | Niet deelgenomen aan kwalificatie                      | Niet deelgenomen aan kwalificatie                      | Niet deelgenomen aan kwalificatie                      | Niet deelgenomen aan kwalificatie                      | Niet deelgenomen aan kwalificatie                      | Niet deelgenomen aan kwalificatie                      |
| 2015                | Niet deelgenomen aan kwalificatie                      | Niet deelgenomen aan kwalificatie                      | Niet deelgenomen aan kwalificatie                      | Niet deelgenomen aan kwalificatie                      | Niet deelgenomen aan kwalificatie                      | Niet deelgenomen aan kwalificatie                      | Niet deelgenomen aan kwalificatie                      | Niet deelgenomen aan kwalificatie                      |
| 2017                | Niet deelgenomen aan kwalificatie                      | Niet deelgenomen aan kwalificatie                      | Niet deelgenomen aan kwalificatie                      | Niet deelgenomen aan kwalificatie                      | Niet deelgenomen aan kwalificatie                      | Niet deelgenomen aan kwalificatie                      | Niet deelgenomen aan kwalificatie                      | Niet deelgenomen aan kwalificatie                      |
| 2019                | Niet deelgenomen aan kwalificatie                      | Niet deelgenomen aan kwalificatie                      | Niet deelgenomen aan kwalificatie                      | Niet deelgenomen aan kwalificatie                      | Niet deelgenomen aan kwalificatie                      | Niet deelgenomen aan kwalificatie                      | Niet deelgenomen aan kwalificatie                      | Niet deelgenomen aan kwalificatie                      |
| 2021                | Niet deelgenomen aan kwalificatie                      | Niet deelgenomen aan kwalificatie                      | Niet deelgenomen aan kwalificatie                      | Niet deelgenomen aan kwalificatie                      | Niet deelgenomen aan kwalificatie                      | Niet deelgenomen aan kwalificatie                      | Niet deelgenomen aan kwalificatie                      | Niet deelgenomen aan kwalificatie                      |
| Totaal              | 0/14                                                   | 0                                                      | 0                                                      | 0                                                      | 0                                                      | 0                                                      | 0                                                      | 0                                                      |

 Kampioenen   Runners-up   Derde plaats   Vierde plaats

### Europees kampioenschap
| Europees kampioenschap | Europees kampioenschap                    | Europees kampioenschap                    | Europees kampioenschap                    | Europees kampioenschap                    | Europees kampioenschap                    | Europees kampioenschap                    | Europees kampioenschap                    | Europees kampioenschap                    |
| Jaar (teams)           | Resultaat                                 | Wed                                       | W                                         | G                                         | V                                         | DV                                        | DT                                        | DS                                        |
| ---------------------- | ----------------------------------------- | ----------------------------------------- | ----------------------------------------- | ----------------------------------------- | ----------------------------------------- | ----------------------------------------- | ----------------------------------------- | ----------------------------------------- |
| 1994 (12)              | Uitgesloten van deelname aan kwalificatie | Uitgesloten van deelname aan kwalificatie | Uitgesloten van deelname aan kwalificatie | Uitgesloten van deelname aan kwalificatie | Uitgesloten van deelname aan kwalificatie | Uitgesloten van deelname aan kwalificatie | Uitgesloten van deelname aan kwalificatie | Uitgesloten van deelname aan kwalificatie |
| 1996 (12)              | Niet deelgenomen aan kwalificatie         | Niet deelgenomen aan kwalificatie         | Niet deelgenomen aan kwalificatie         | Niet deelgenomen aan kwalificatie         | Niet deelgenomen aan kwalificatie         | Niet deelgenomen aan kwalificatie         | Niet deelgenomen aan kwalificatie         | Niet deelgenomen aan kwalificatie         |
| 1998 (12)              | Niet deelgenomen aan kwalificatie         | Niet deelgenomen aan kwalificatie         | Niet deelgenomen aan kwalificatie         | Niet deelgenomen aan kwalificatie         | Niet deelgenomen aan kwalificatie         | Niet deelgenomen aan kwalificatie         | Niet deelgenomen aan kwalificatie         | Niet deelgenomen aan kwalificatie         |
| 2000 (12)              | Niet deelgenomen aan kwalificatie         | Niet deelgenomen aan kwalificatie         | Niet deelgenomen aan kwalificatie         | Niet deelgenomen aan kwalificatie         | Niet deelgenomen aan kwalificatie         | Niet deelgenomen aan kwalificatie         | Niet deelgenomen aan kwalificatie         | Niet deelgenomen aan kwalificatie         |
| 2002 (16)              | Niet gekwalificeerd                       | Niet gekwalificeerd                       | Niet gekwalificeerd                       | Niet gekwalificeerd                       | Niet gekwalificeerd                       | Niet gekwalificeerd                       | Niet gekwalificeerd                       | Niet gekwalificeerd                       |
| 2004 (16)              | Niet deelgenomen aan kwalificatie         | Niet deelgenomen aan kwalificatie         | Niet deelgenomen aan kwalificatie         | Niet deelgenomen aan kwalificatie         | Niet deelgenomen aan kwalificatie         | Niet deelgenomen aan kwalificatie         | Niet deelgenomen aan kwalificatie         | Niet deelgenomen aan kwalificatie         |
| 2006 (16)              | Niet deelgenomen aan kwalificatie         | Niet deelgenomen aan kwalificatie         | Niet deelgenomen aan kwalificatie         | Niet deelgenomen aan kwalificatie         | Niet deelgenomen aan kwalificatie         | Niet deelgenomen aan kwalificatie         | Niet deelgenomen aan kwalificatie         | Niet deelgenomen aan kwalificatie         |
| 2008 (16)              | Niet gekwalificeerd                       | Niet gekwalificeerd                       | Niet gekwalificeerd                       | Niet gekwalificeerd                       | Niet gekwalificeerd                       | Niet gekwalificeerd                       | Niet gekwalificeerd                       | Niet gekwalificeerd                       |
| 2010 (16)              | Niet deelgenomen aan kwalificatie         | Niet deelgenomen aan kwalificatie         | Niet deelgenomen aan kwalificatie         | Niet deelgenomen aan kwalificatie         | Niet deelgenomen aan kwalificatie         | Niet deelgenomen aan kwalificatie         | Niet deelgenomen aan kwalificatie         | Niet deelgenomen aan kwalificatie         |
| 2012 (16)              | Niet deelgenomen aan kwalificatie         | Niet deelgenomen aan kwalificatie         | Niet deelgenomen aan kwalificatie         | Niet deelgenomen aan kwalificatie         | Niet deelgenomen aan kwalificatie         | Niet deelgenomen aan kwalificatie         | Niet deelgenomen aan kwalificatie         | Niet deelgenomen aan kwalificatie         |
| 2014 (16)              | Niet deelgenomen aan kwalificatie         | Niet deelgenomen aan kwalificatie         | Niet deelgenomen aan kwalificatie         | Niet deelgenomen aan kwalificatie         | Niet deelgenomen aan kwalificatie         | Niet deelgenomen aan kwalificatie         | Niet deelgenomen aan kwalificatie         | Niet deelgenomen aan kwalificatie         |
| 2016 (16)              | Niet deelgenomen aan kwalificatie         | Niet deelgenomen aan kwalificatie         | Niet deelgenomen aan kwalificatie         | Niet deelgenomen aan kwalificatie         | Niet deelgenomen aan kwalificatie         | Niet deelgenomen aan kwalificatie         | Niet deelgenomen aan kwalificatie         | Niet deelgenomen aan kwalificatie         |
| 2018 (16)              | Niet deelgenomen aan kwalificatie         | Niet deelgenomen aan kwalificatie         | Niet deelgenomen aan kwalificatie         | Niet deelgenomen aan kwalificatie         | Niet deelgenomen aan kwalificatie         | Niet deelgenomen aan kwalificatie         | Niet deelgenomen aan kwalificatie         | Niet deelgenomen aan kwalificatie         |
| 2020 (16)              | Niet deelgenomen aan kwalificatie         | Niet deelgenomen aan kwalificatie         | Niet deelgenomen aan kwalificatie         | Niet deelgenomen aan kwalificatie         | Niet deelgenomen aan kwalificatie         | Niet deelgenomen aan kwalificatie         | Niet deelgenomen aan kwalificatie         | Niet deelgenomen aan kwalificatie         |
| 2022 (16)              | Niet gekwalificeerd                       | Niet gekwalificeerd                       | Niet gekwalificeerd                       | Niet gekwalificeerd                       | Niet gekwalificeerd                       | Niet gekwalificeerd                       | Niet gekwalificeerd                       | Niet gekwalificeerd                       |
| Totaal                 | 0/15                                      | 0                                         | 0                                         | 0                                         | 0                                         | 0                                         | 0                                         | 0                                         |

 Kampioenen   Runners-up   Derde plaats   Vierde plaats

### EHF Challenge Trophy
De EHF Challenge Trophy is een Europees handbaltoernooi voor handballanden in ontwikkeling.
| EHF Challenge Trophy | EHF Challenge Trophy | EHF Challenge Trophy | EHF Challenge Trophy | EHF Challenge Trophy | EHF Challenge Trophy | EHF Challenge Trophy | EHF Challenge Trophy | EHF Challenge Trophy |
| Jaar                 | Resultaat            | Wed                  | W                    | G                    | V                    | DV                   | DT                   | DS                   |
| -------------------- | -------------------- | -------------------- | -------------------- | -------------------- | -------------------- | -------------------- | -------------------- | -------------------- |
| 2000                 | 1ste                 |                      |                      |                      |                      |                      |                      |                      |
| 2002                 | Niet deelgenomen     | Niet deelgenomen     | Niet deelgenomen     | Niet deelgenomen     | Niet deelgenomen     | Niet deelgenomen     | Niet deelgenomen     | Niet deelgenomen     |
| 2004                 | Niet deelgenomen     | Niet deelgenomen     | Niet deelgenomen     | Niet deelgenomen     | Niet deelgenomen     | Niet deelgenomen     | Niet deelgenomen     | Niet deelgenomen     |
| 2006                 | 1ste                 |                      |                      |                      |                      |                      |                      |                      |
| 2008                 | 3de                  |                      |                      |                      |                      |                      |                      |                      |
| 2010                 | Niet deelgenomen     | Niet deelgenomen     | Niet deelgenomen     | Niet deelgenomen     | Niet deelgenomen     | Niet deelgenomen     | Niet deelgenomen     | Niet deelgenomen     |
| 2012                 | Niet deelgenomen     | Niet deelgenomen     | Niet deelgenomen     | Niet deelgenomen     | Niet deelgenomen     | Niet deelgenomen     | Niet deelgenomen     | Niet deelgenomen     |
| 2014                 | Niet deelgenomen     | Niet deelgenomen     | Niet deelgenomen     | Niet deelgenomen     | Niet deelgenomen     | Niet deelgenomen     | Niet deelgenomen     | Niet deelgenomen     |
| 2016                 | Niet deelgenomen     | Niet deelgenomen     | Niet deelgenomen     | Niet deelgenomen     | Niet deelgenomen     | Niet deelgenomen     | Niet deelgenomen     | Niet deelgenomen     |
| 2018                 | 1ste                 |                      |                      |                      |                      |                      |                      |                      |
| Totaal               | 4/10                 |                      |                      |                      |                      |                      |                      |                      |

 Kampioenen   Runners-up   Derde plaats   Vierde plaats

### Middellandse Zeespelen
De Middellandse Zeespelen is een sportevenement voor landen die een kust hebben aan de Middellandse Zee, en voor enkele andere landen die in de buurt van de zee liggen.
| Middellandse Zeespelen | Middellandse Zeespelen    | Middellandse Zeespelen    | Middellandse Zeespelen    | Middellandse Zeespelen    | Middellandse Zeespelen    | Middellandse Zeespelen    | Middellandse Zeespelen    | Middellandse Zeespelen    |
| Jaar                   | Resultaat                 | Wed                       | W                         | G                         | V                         | DV                        | DT                        | DS                        |
| ---------------------- | ------------------------- | ------------------------- | ------------------------- | ------------------------- | ------------------------- | ------------------------- | ------------------------- | ------------------------- |
| 1979                   | Onderdeel van Joegoslavië | Onderdeel van Joegoslavië | Onderdeel van Joegoslavië | Onderdeel van Joegoslavië | Onderdeel van Joegoslavië | Onderdeel van Joegoslavië | Onderdeel van Joegoslavië | Onderdeel van Joegoslavië |
| 1983                   | Onderdeel van Joegoslavië | Onderdeel van Joegoslavië | Onderdeel van Joegoslavië | Onderdeel van Joegoslavië | Onderdeel van Joegoslavië | Onderdeel van Joegoslavië | Onderdeel van Joegoslavië | Onderdeel van Joegoslavië |
| 1987                   | Onderdeel van Joegoslavië | Onderdeel van Joegoslavië | Onderdeel van Joegoslavië | Onderdeel van Joegoslavië | Onderdeel van Joegoslavië | Onderdeel van Joegoslavië | Onderdeel van Joegoslavië | Onderdeel van Joegoslavië |
| 1991                   | Onderdeel van Joegoslavië | Onderdeel van Joegoslavië | Onderdeel van Joegoslavië | Onderdeel van Joegoslavië | Onderdeel van Joegoslavië | Onderdeel van Joegoslavië | Onderdeel van Joegoslavië | Onderdeel van Joegoslavië |
| 1993                   | Onderdeel van Joegoslavië | Onderdeel van Joegoslavië | Onderdeel van Joegoslavië | Onderdeel van Joegoslavië | Onderdeel van Joegoslavië | Onderdeel van Joegoslavië | Onderdeel van Joegoslavië | Onderdeel van Joegoslavië |
| 1997                   | Niet deelgenomen          | Niet deelgenomen          | Niet deelgenomen          | Niet deelgenomen          | Niet deelgenomen          | Niet deelgenomen          | Niet deelgenomen          | Niet deelgenomen          |
| 2001                   | Niet deelgenomen          | Niet deelgenomen          | Niet deelgenomen          | Niet deelgenomen          | Niet deelgenomen          | Niet deelgenomen          | Niet deelgenomen          | Niet deelgenomen          |
| 2005                   | Niet deelgenomen          | Niet deelgenomen          | Niet deelgenomen          | Niet deelgenomen          | Niet deelgenomen          | Niet deelgenomen          | Niet deelgenomen          | Niet deelgenomen          |
| 2009                   | Niet deelgenomen          | Niet deelgenomen          | Niet deelgenomen          | Niet deelgenomen          | Niet deelgenomen          | Niet deelgenomen          | Niet deelgenomen          | Niet deelgenomen          |
| 2013                   | Niet deelgenomen          | Niet deelgenomen          | Niet deelgenomen          | Niet deelgenomen          | Niet deelgenomen          | Niet deelgenomen          | Niet deelgenomen          | Niet deelgenomen          |
| 2018                   | Niet deelgenomen          | Niet deelgenomen          | Niet deelgenomen          | Niet deelgenomen          | Niet deelgenomen          | Niet deelgenomen          | Niet deelgenomen          | Niet deelgenomen          |
| Totaal                 | 0/6                       | 0                         | 0                         | 0                         | 0                         | 0                         | 0                         | 0                         |

 Kampioenen   Runners-up   Derde plaats   Vierde plaats